# 李堪
李 堪（り かん）は、中国後漢末期の人物。関中にて千余家の勢力を抱えていた豪族。本貫は司隸河東郡。
建安16年（211年）、馬超・韓遂らと共に反乱を起こしたが、曹操軍による挟撃を受けた際に戦死した（潼関の戦い）。

## 物語中の李堪
羅貫中の小説『三国志演義』では、韓遂配下の手下八部の一員。曹操配下の徐晃・朱霊によって背後に陣営を築かれ、形勢不利となると、馬超・韓遂に曹操との講和を勧める。その講和を進める最中、馬超と韓遂は賈詡の反間計によって対立。韓遂らが馬超暗殺を謀議しているところに、馬超が斬り込み、そこにさらに曹操軍が襲撃をかけて、乱戦となる。李堪を馬超が追いかけ、それをさらに于禁が追いかけて、馬超に向けて矢を放ったが、馬超が回避した矢が李堪に当たり、戦死に至る。
吉川英治の小説『三国志』では、李湛（）と表記。馬超配下の旗本八旗の一員。